# Parafia św. Jana Berchmansa w Gorzkowie-Trzebniowie
Parafia św. Jana Berchmansa w Gorzkowie-Trzebniowie – parafia rzymskokatolicka, znajdująca się w archidiecezji częstochowskiej, w dekanacie żareckim.
Parafia powstała 21 października 2009 r.

## Proboszczowie parafii
- ks. Bogumił Dariusz Kowalski (2009–)[3]
- ks. Mirosław Chrzęstek (2020 - 2024)
- ks. Piotr Sowa (01.07.2024 – obecnie)[4]